# Gallspach
Gallspach je občina z zdraviliščem v okrožju Grieskirchen v Zgornji Avstriji .  Središče občine je mesto Gallspach.  V občini so še naslednja naselja: Enzendorf, Gporet, Niederndorf, Schützendorf, Thall, Thongraben, Vornwald in Wies. 

## Zgodovina
V rimskem času je z gozdom poraščeni Gallspach pripadal območju Colonia Aurelia Antoniana Ovilabis / Wels , ki je v 4. stoletju postal glavno mesto pokrajine Noricum Ripensis.  Naselje je verjetno nastalo šele v 10. stoletju.  Do leta 1180 je Gallspach pripadal bavarskemu vojvodstvu, kasneje štajerskemu vojvodstvu (Steiermark) in od leta 1254 pa je del avstrijskega vojvodstva.  Z mirovnim sporazumom v Schönbrunnu v letih 1809/10 je Gallspach prišel pod francosko upravo, v letih 1810 do 1816 pa so večji deli občine Gallspach postali del bavarskega kraljestva. 
V letih 1343/44 je Eberhard Wallseejski ustanovil ločeno župnijo.  Leta 1439 je nemški kralj Albert II. podaril Gallspachu pravico, da vsako sredo odpre tržnico, kar je leta 1442 potrdil cesar Friderik III.  V 16. stoletju je Gallspach postal središče protestantizma, ki ga je podpirala družina Geymann oz. Geumann (vladarji Gallspacha v letih 1354-1633).  V 18. in prvi polovici 19. stoletja se je tu naselilo veliko tkalcev in trgovcev z galanterijo.  Od leta 1920 je Gallspach znan kot zdravilišče.  
Septembra 1940 in dva tedna pred svojim samostojnim letom na Škotsko (leta 1941) se je Rudolf Hess, namestnik vodje nacistov in kasnejši vojni zločinec, tam sestal z Albrechtom Haushoferjem, ki ga je verjetno spodbujal pri neuspešni misiji v mirovnih pogajanjih z Združenim kraljestvom. 
Leta 1992 so v prostorih Zeileisovega zdravstvenega in termalnega centra našli termalni izvir. 

## Znane osebnosti, povezane z Gallspachom
- Johann (Hans) Geumann (okoli 1455-1533), drugi visoki mojster viteškega reda sv. Jurija s sedežem v Millstattu/Koroška.
- Johann Georg Adam Reichsfreiherr von (baron) Hoheneck (1669-1754), zgodovinar in genealog.
- Josef Starzengruber (1806-1877), zdravnik, ustanovitelj zdravilišča Bad Hall v Zgornji Avstriji.
- Matthias Friedwagner (1861-1940), univerzitetni profesor (romanska filologija), univerza v Černovcih (Czernowitz 1900-1911; rektor 1910/11), 1912-1928 univerza Johann Wolfgang Goethe v Frankfurtu na Maini.
- Valentin Zeileis (1873-1939), fizik, ustanovitelj elektro-fizičnega inštituta (center zdravja in terapije) v Gallspachu.
- Erwin Burgstaller (rojen 1962), kipar.

## Znamenitosti
- Vodni grad, prvič omenjen 1343, stavba iz 16. do 18. stoletja z značilnim okroglim stolpom.
- Rimokatoliška župnijska cerkev sv. Katarine (do 1638. sv. Bartolomej), prvič omenjena leta 1343, epitafi od 14. do 18. stoletja; ladja je bila na novo zgrajena leta 2005.
- Baročni marijanski stolpec s konca 17. stoletja.